# Wyatt Eaton

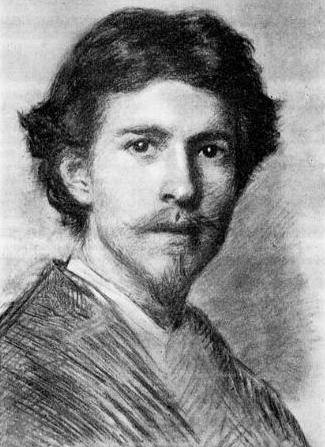
Selbstporträt

Charles Wyatt Eaton (* 6. Mai 1849 in Philipsburg, Québec; † 7. Juni 1896 in Newport, Rhode Island) war ein kanadischer Maler.
Eaton war der Sohn des Holzhändlers Jonathan W. Eaton und dessen Ehefrau Mary Smith. Im Herbst 1867 wurde Eaton in New York Schüler an der „National academy of design“ und wurde u. a. von Emanuel Leutze unterrichtet. Später wurde Eaton mit Empfehlung seiner Lehrer Schüler von Joseph Oriel Eaton (nicht verwandt).
1867 war Eaton maßgeblich an der Gründung an der „Society of Canadian artists“ beteiligt. Im Sommer 1868 kehrte er in seine Heimatstadt zurück und ließ sich dort als freischaffender Maler nieder. Zwei Jahre später unternahm Eaton eine Studienreise nach London, die ihn im Sommer 1872 auch nach Paris führte. Im Oktober desselben Jahres wurde Schüler von Jean-Léon Gérôme an der École des Beaux-Arts.
Über seinen Lehrer Gérôme machte Eaton auch die Bekanntschaft von Jean-François Millet, der ihn mit nach Barbizon mitnahm und ihm den dortigen Künstlerkreis vorstellte. In dieser Zeit begann auch seine Freundschaft mit Jules Bastien-Lepage. Am 24. September 1874 heiratete Eaton in Paris Constance Laure Papelard.
1876 kehrte Eaton mit seiner Ehefrau nach Kanada zurück und ließ sich in Philipsburg nieder. Im Januar des darauffolgenden Jahres berief die Cooper Union ihn zu ihrem neuen Dozenten; daneben schuf er einige Auftragsarbeiten für verschiedene Zeitschriften; u. a. „Century Magazine“.
Zwischen 1883 und 1884 wirkte Eaton in Frankreich und kehrte anschließend wieder nach Philippsburg zurück. Am 7. Februar 1886 starb seine Ehefrau und bereits am 23. Juli 1887 heiratete er in zweiter Ehe Charlotte Amelia Collins.
In den Jahren 1892 bis 1893 lebte und wirkte Eaton in Montreal, wo er nicht nur prominente Zeitgenossen porträtierte, sondern auch an der Gründung der „Canadian Artist Association“ mitwirkte. Im darauffolgenden Jahr zog sich Eaton mehr oder weniger ins Privatleben zurück. Eine seiner letzten Arbeiten war ein Buch über seinen Freund Jean-François Millet.
1895 versuchte er seine Krankheit mit einem längeren Aufenthalt zu kurieren. Scheinbar geheilt, kehrte er über London nach New York zurück. Im Alter von 47 Jahren starb der Maler Wyatt Eaton am 7. Juni 1896 in Newport, RI an Tuberkulose; am gleichen Tag wie seine Ehefrau.

## Werke (Auswahl)
- Portrait of George Stephen
- Portrait of Sir Donald Smith
- Portrait of William Van Horne
- Farmer's Boy (1870)
- Harvester's Rest (1879)
- Grandfather and Child (1880)

## Werke (Literatur)
- Jean-François Millet. van Dyke, New York 1896.